# Lampadio (praefectus urbi)
Lampadio (in latino: Lampadius; fl. 398) è stato un politico romano dell'Impero romano d'Occidente.

## Biografia
Lampadio fu praefectus urbi di Roma per un breve periodo all'inizio del 398. Fu nominato per sostituire Florentino (attestato in carica il 26 dicembre del 397) e il suo successore Felice era già in carica il 6 marzo del 398.
Il compito principale di Lampadio fu quello di far rispettare la coscrizione obbligatoria degli schiavi per la guerra contro Gildone. Riportò l'ordine in città dopo che il popolo aveva espulso Quinto Aurelio Simmaco, che gli indirizzò alcune lettere.
È possibile che fosse il Lampadio fratello di Manlio Teodoro e/o quello che sollevò con Agostino d'Ippona la questione del Fato. È anche possibile che vada identificato con un altro Lampadio, che nel 408, quando il Senato romano aveva approvato il suggerimento di Stilicone di pagare 4000 libbre d'oro ad Alarico per i suoi servigi in Illirico, denunciò ad alta voce il gesto servile, fuggendo poi in una chiesa per paura di ritorsioni.
Tale Lampadio è probabilmente il personaggio del quale si conserva una valva del dittico dei Lampadi al Museo di Santa Giulia di Brescia, databile all'inizio del V secolo. Dell'iscrizione superiore, però, rimane solamente il frammento "AMPADIORVM" che non consente un'identificazione sicura del personaggio.